# Baştürk
Baştürk ist ein türkischer männlicher Vorname und Familienname. Außerhalb des türkischen Sprachraums kommt der Familienname vereinzelt auch in der Schreibweise Bastürk vor.

## Namensträger

### Familienname
- Abdullah Baştürk (1929–1991), türkischer Gewerkschafter
- Muhittin Bastürk (* 1991), deutsch-türkischer Fußballspieler
- Nihat Baştürk (* 1973), türkischer Fußballspieler
- Selçuk Baştürk (* 1986), türkischer Fußballspieler
- Yıldıray Baştürk (* 1978), deutsch-türkischer Fußballspieler